# تل خاري عباس دلي غردو (مارغون)
تل خاري عباس دلي غردو (بالفارسية: تل خاری عباس دلی گردو) هي قرية تقع في إيران في قسم مارغون الريفي. يقدر عدد سكانها بـ 18 نسمة بحسب إحصاء 2016.